# Droits LGBT au Kosovo

Localisation du Kosovo.

Les personnes lesbiennes, gays, bisexuelles et transgenres (LGBT) au Kosovo font l'objet de protections avancées et d'une attention gouvernementale très importante.

## Dépénalisation de l'homosexualité
En 1858, l'Empire ottoman a dépénalisé l'homosexualité.
Le Code Pénal yougoslave de 1929 interdit les « luxures contre l'ordre naturel » (relations sexuelles anales) entre les êtres humains. La République fédérative socialiste de Yougoslavie a néanmoins limité la sanction à la suite de cette infraction, de deux ans à un de prison en 1959.
En 1994, l'homosexualité devient légale en Yougoslavie, et donc dans la province du Kosovo-et-Métochie. La majorité sexuelle est la même pour tout le monde depuis 2004, située à l'âge de 14 ans.
Avec l'indépendance du Kosovo proclamée unilatéralement le 17 février 2008, l'homosexualité est toujours légale.

## Reconnaissance légale des couples homosexuels
La situation juridique du mariage homosexuel demeure très ambiguë au Kosovo.
La Constitution du Kosovo du 15 juin 2008 interdit les discriminations fondées sur l'orientation sexuelle, elle dispose : « Basée sur le libre-arbitre, tout le monde a le droit de se marier et le droit d'avoir une famille, comme prévu par la loi ».
En 2014, le Président de la Cour constitutionnelle, Enver Hasani, a déclaré que le Kosovo autorise de jure le mariage homosexuel. Mais en raison de la crise gouvernementale, cette question reste toujours incertaine.

## Protections contre les discriminations
L'article 24 de la Constitution du Kosovo interdit les discriminations dans de nombreux domaines, incluant l'orientation sexuelle, ce qui fait du Kosovo un des rares États en Europe à avoir introduit une interdiction constitutionnelle des discriminations fondées sur l'orientation sexuelle.
La loi anti-discriminations de 2004 votée par l'Assemblée du Kosovo interdit les discriminations fondées sur l'orientation sexuelle dans de nombreux domaines, y compris l'accès à l'emploi, l'appartenance à des organisations, l'éducation, la fourniture de biens et services, la sécurité sociale et l'accès au logement. La définition de la discrimination dans cette loi inclut explicitement les discriminations directes et indirectes, ainsi que le harcèlement, la victimisation ou la ségrégation.
Le don de sang, de moelle osseuse et d'organes des personnes LGBT est permise depuis décembre 2002. Depuis mars 2006, le Kosovo ne classe plus l'homosexualité comme un trouble mental.

## Tableau récapitulatif
| Dépénalisation de l’homosexualité                                                   | Depuis 1994 |
| Majorité sexuelle identique à celle des hétérosexuels                               | Depuis 2004 |
| Interdiction des discours de haine contre les LGBT                                  | Depuis 2004 |
| Interdiction de la discrimination liée à l'orientation sexuelle à l'embauche        | Depuis 2004 |
| Interdiction de la discrimination liée à l'identité de genre dans tous les domaines | Depuis 2004 |
| Mariage civil ou partenariat civil                                                  | Non         |
| Adoption conjointe dans les couples de personnes de même sexe                       | Non         |
| Adoption par les personnes homosexuelles célibataires                               | Non         |
| Droit pour les gays de servir dans l’armée                                          | Oui         |
| Droit de changer légalement de genre (après stérilisation)                          | Non         |
| Gestation pour autrui pour les gays                                                 | Non         |
| Accès aux FIV pour les lesbiennes                                                   | Non         |
| Autorisation du don de sang pour les HSH                                            | Depuis 2002 |